# Мохер
Мохер је длака ангорске козе и један од најстаријих текстилних материјала. Дужине је 12 до 15 цм, обично беле боје. По хемијском саставу је мохер веома сличан вуни од овце, али има много сјајнију површину. То су веома снажна и еластична влакна, која се лако фарбају. Користи се за израду џемпера, шешира, одела, чарапа, тепиха итд. 
Једна ангорска коза годишње произведе 5—8 кг мохера. Квалитетнији је мохер добијен од млађих коза и јаради. Највећи светски произвођачи мохера су Турска, САД и Јужна Африка.